# San Salvo
San Salvo er en by ved Adriaterhavets kyst i provinsen Chieti, der indgår i regionen Abruzzo i Italien med omkring 19.688(2023) indbyggere.
1. ↑  demo.istat.it (fra Wikidata).